# Aspasia omissa
Aspasia omissa är en orkidéart som beskrevs av Eric Alston Christenson. Aspasia omissa ingår i släktet Aspasia och familjen orkidéer.
Artens utbredningsområde är Colombia. Inga underarter finns listade i Catalogue of Life.